# Albinisme oculocutané
 Mise en garde médicale
L'albinisme oculocutané comprend un ensemble de maladies génétiques de transmission autosomique récessive ayant comme point commun une anomalie de la synthèse de la mélanine atteignant soit l'œil soit la peau soit les deux et s'accompagnant ou pas de troubles associés
.
Les maladies entrant dans ce cadre sont les suivantes :
- Albinisme oculocutané type I
- Albinisme oculocutané de type II
- Albinisme oculocutané type III
- Albinisme oculocutané type IV
- Syndrome de Hermansky-Pudlak